# Nil Ojeda Morales
Nil Ojeda Morales, conegut senzillament com a Nil Ojeda, (Les Masies de Voltregà, Osona, 21 d'octubre de 1998) és un creador de contingut i empresari català.
Nil Ojeda manté contacte amb les xarxes socials des d'una edat molt primerenca, i com ell mateix reconegué, amb onze anys, quan va descobrir la plataforma YouTube. No va ser fins a l'any 2016, però, que Ojeda va iniciar la creació de contingut propi. Inicialment, realitzava crítiques i recomanacions de dispositius tecnològics a YouTube, i aviat va començar amb la creació de vlogs i vídeos de parkour. A aquest contingut s'hi afegiren els vídeos de trucs amb skate i monopatí.
L'any 2021 va passar a formar oficialment de Team Heretics, on entrà en una gran comunitat.
L'any 2020 publicà un llibre anomenat Be Yourself, destinat a públic jove.
Ha col·laborat amb grans marques i empreses nacionals i internacionals, com McDonald's o Pedro Gómez. La major part del seu contingut es tracta de vlogs i streams IRL, tant a YouTube com a Twitch. El novembre de 2023 Nil Ojeda va fer oficial la creació d'una marca pròpia, amb un concepte de comercial innovador i trencador, constituïda per llançaments anunciats en les plataformes del creador de contingut, la majoria de caràcter limitat i exclusiu i amb un fort component col·leccionista, així com amb la presència d'articles de vestiment tradicionals. Milfshakes, és, doncs, una marca cada cop més popular entre la població jove i els creadors de continguts del país, fent evident l'èxit d'Ojeda.